# Frédéric de La Hault
Frédéric de La Hault, (1860-1903), est un entrepreneur belge, constructeur d'un tricycle à moteur à pétrole qui est considéré comme le premier véhicule automobile belge.
Il est le fils du promoteur bruxellois des tramways en Europe, Frédéric-Jean de la Hault (1826-1882), et de Coralie du Toict (1829-1911) et frère d'Eugène de La Hault, mécène aéronautique.